# Bob Inglis

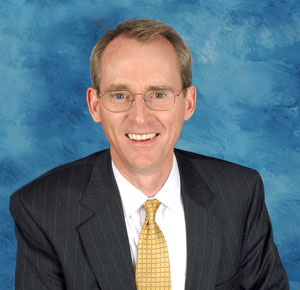
Bob Inglis

Robert Durden „Bob“ Inglis (* 11. Oktober 1959 in Savannah, Georgia) ist ein US-amerikanischer Politiker. Zwischen 1993 und 1999 vertrat er den Bundesstaat South Carolina im US-Repräsentantenhaus. Dieses Mandat übte er von 2005 bis 2011 erneut aus.

## Werdegang
Bob Inglis wurde in Georgia geboren, wuchs aber in Bluffton (South Carolina) auf. Dort besuchte er die May River Academy. Danach studierte er bis 1981 an der Duke University in Durham (North Carolina). Nach einem anschließenden Jurastudium an der University of Virginia in Charlottesville und seiner Zulassung als Rechtsanwalt begann er in seinem neuen Beruf zu arbeiten.
Politisch schloss sich Inglis der Republikanischen Partei an. Im Greenville County wurde er Vorstandsmitglied seiner Partei. 1992 wurde er im vierten Wahlbezirk von South Carolina in das US-Repräsentantenhaus in Washington, D.C. gewählt, wo er am 3. Januar 1993 die Nachfolge von Liz J. Patterson antrat. Nach zwei Wiederwahlen konnte er dieses Mandat bis zum 3. Januar 1999 ausüben. Im Jahr 1998 verzichtete er auf eine weitere Kandidatur. Stattdessen bewarb er sich erfolglos um einen Sitz im US-Senat.
In den folgenden Jahren arbeitete Inglis wieder als Anwalt. Dabei spezialisierte er sich auf das Handels- und Immobilienrecht. Bei den Kongresswahlen des Jahres 2004 wurde er erneut im vierten Distrikt in das US-Repräsentantenhaus gewählt. Dort löste er am 3. Januar 2005 den in den Senat gewechselten Jim DeMint ab, der seinerseits das Mandat 1999 von Inglis übernommen hatte. Im Kongress setzte sich Inglis für ein Gesetz gegen Online-Glücksspiele ein. In seiner zweiten Zeit als Kongressabgeordneter zeigte sich Inglis liberaler als in seiner ersten Amtsperiode. Im Jahr 2007 war er einer von 17 republikanischen Abgeordneten, die mit den Demokraten gegen eine Truppenverstärkung im Irak stimmten. Bob Inglis war Mitglied im Auswärtigen Ausschuss und im Wissenschafts- und Technologieausschuss sowie in insgesamt fünf Unterausschüssen.
Inglis war ein finanzpolitisch konservativer Republikaner, setzte sich in seiner letzten Amtszeit aber zusammen mit Jeff Flake für eine CO2-Steuer, sofern diese aufkommensneutral gestaltet werde. Damit rückte in amerikanisches Klimaschutzgesetz in greifbare Nähe. Infolgedessen wurde er von den Gebrüdern Charles und David Koch (Koch Industries) im Rahmen ihrer Desinformationskampagne gegen dieses Gesetzes stark attackiert. Diese beiden Klimawandelleugner, die ihr Geld mit fossilen Brennstoffen verdienten, hatten zuvor alle Abgeordneten explizit vor persönlichen Konsequenzen gewarnt, sollten sie über eine Form von Klimaschutzgesetzen nachdenken. An Inglis statutierten sie schließlich ein Exempel. Unter anderem gaben sie ihm kein Geld mehr, statteten seinen Gegenkandidaten mit einer umfangreichen Wahlkampfkasse aus und mobilisierten Tea-Party-Aktvisten, die auf Townhall-Veranstaltungen lautstark Stimmung gegen Inglis machten. Daraufhin verlor Inglis die Wahl, auch das Klimaschutzgesetz wurde nach der Blockade durch die Republikaner nie verabschiedet. Am 3. Januar 2011 schied Inglis aus dem Kongress aus.
Später begann er als Leiter für eine Organisation zu arbeiten, die versucht, Republikaner für den Klimaschutz zu gewinnen. Er hält ebenso Vorträge über marktwirtschaftliche Konzepte für eine Kohlenstoffbepreisung und erhielt für sein Wirken den JFK Profile in Courage Award.
Mit seiner Frau Mary Anne Inglis hat er fünf Kinder. Privat lebt er in Travelers Rest.
Im Oktober 2016, kurz vor der US-Präsidentschaftswahl 2016, sprach er sich zusammen mit 29 weiteren ehemaligen republikanischen Abgeordneten gegen den damaligen republikanischen Kandidaten Donald Trump aus, der schließlich gewählt wurde. Vor der Präsidentschaftswahl 2020 sprach er sich für den Demokraten Joe Biden aus. Unter anderem erklärte er, er sehe sich weiterhin als Republikaner, allerdings sei das, was Trump mache, nicht konservativ, sondern "gefährlicher, populistischer Nationalismus". Er wolle seine (ehemalige) Partei zurück, und das, was Biden tue, sie näher an dieser dran als Trumps Politik.